# Rue Moreau
La rue Moreau est une voie située dans le quartier des Quinze-Vingts du 12e arrondissement de Paris. 

## Situation et accès
La rue Moreau est une voie en ligne droite qui relie l'avenue Daumesnil au sud et la rue de Charenton au nord.
Elle est accessible par la ligne métro 8 à la station Ledru-Rollin.

## Origine du nom
Cette voie porte le nom du propriétaire des terrains sur lesquels la voie a été ouverte.

## Historique
Voie ancienne du faubourg, déjà présente sur le plan de Jouvin de Rochefort de 1672, a été également nommée « rue des Filles-Anglaises » en raison du couvent des Filles-Anglaises présent dans la rue.
Une partie de cette voie est absorbée, en 1859, par l'avenue Ledru-Rollin. Avant le percement de l’avenue, la rue Moreau se prolongeait jusqu’à la rue de Bercy. Elle permettait de rejoindre les dépôts de bois situés entre la rue de Bercy et le quai de la Rapée.

## Bâtiments remarquables et lieux de mémoire
- La rue longe l'hôpital des Quinze-Vingts.
- Accès à la Promenade plantée sur le viaduc des Arts.